# Roman Hamrlík
Roman Hamrlík (ur. 12 kwietnia 1974 w Gottwaldovie) – czeski hokeista, reprezentant Czech, dwukrotny olimpijczyk.
Jego brat Martin (ur. 1973) także został hokeistą i występuje w macierzystym klubie PSG Zlín.

## Kariera klubowa
- HC Zlín (1990-1992)
- Atlanta Knights (1992)
- Tampa Bay Lightning (1992-1998)
  -  HC Zlín (1994)
- Edmonton Oilers (1998-2000)
  -  HC Zlín (2000)
- New York Islanders (2000-2004)
- HC Zlín (2004-2005)
- Calgary Flames (2005-2007)
- Montréal Canadiens (2007-2011)
- Washington Capitals (2011-2012, 2013)
- New York Rangers (2013)

Wychowanek klubu HC Zlín. W drafcie NHL z 1992 został wybrany przez Tampa Bay Lightning z numerem 1. Tym samym jest jednym z dwóch Czechów w historii wybranych z pierwszego miejsca w drafcie NHL. Od marca 2013 zawodnik New York Rangers. W październiku 2013 oficjalnie zakończył karierę zawodniczą.
Uczestniczył w turniejach mistrzostw świata w 1994, 2004, Pucharu Świata 1996, 2004 oraz na zimowych igrzyskach olimpijskich 1998, 2002.

## Sukcesy
Reprezentacyjne
- Złoty medal mistrzostw Europy juniorów do lat 18: 1991, 1992 z Czechosłowacją
- Złoty medal zimowych igrzysk olimpijskich: 1998 z Czechami

Klubowe
- Srebrny medal mistrzostw Czech: 2005 z HC Zlín

Indywidualne
- Mistrzostwa Europy juniorów do lat 18 w hokeju na lodzie 1991:
  - Najlepszy obrońca turnieju[3]
- Mistrzostwa Europy juniorów do lat 18 w hokeju na lodzie 1992:
  - Najlepszy skład turnieju[4]
- NHL All-Star Game: 1996, 1999, 2003

Rekord
- Drugie miejsce w liczbie meczów w NHL wśród czeskich zawodników: 1395[a][5].

Wyróżnienie
- Galeria Sławy czeskiego hokeja na lodzie: 2019